# 胶西郡
胶西郡，秦朝时设置的郡。汉朝时改为胶西国。
秦始皇帝三十四年（前213年），始设置胶西郡。西汉汉王六年（前201年），复置胶西郡，治所在高密县（今山东省高密市西南），辖境约当今山东省胶河以西，高密市以北地区。文帝前元十六年（前164年）改为胶西国。元封三年（前108年）复为胶西郡。本始元年（前73年）改为高密国。户四万五百三十一，口十九万二千五百三十六。仍治高密县，下辖五县：高密县、昌安县，石泉县、夷安县、成乡县。西汉末辖境约当今山东省高密市一带。东汉建武十三年（37年）废入北海国。

## 相关
- 胶西王